# Aleación equiatómica
Una Aleación equiatómica es una aleación de diferentes elementos, tal como el acero, que puede ser modificado con titanio y toma el nombre de acero al titanio.

## Características
Los átomos de metales tienden a formar una estructura cristalina, pero cuando son modificados por un elemento extraño se forman irregularidades, estas irregluaridades en la estructura cristalina pueden ser muy positivas ya que representan refuerzos para el material y localizan el estrés de un corte o elongación de forma distributiva.
Las aleaciones equitómicas tienen la particularidad de que no son compuestas en % peso sino que tienen la misma cantidad de átomos. Es decir: Una mezcla equiatómica de Oro y Cadmio tendrá:
- 5000 átomos de Oro * 1 Mol /6.022*1023 átomos * 196,9 g/mol (peso atómico del Oro) = 1.63*10-18 g de Oro

+
- 5000 átomos de Cadmio * 1 Mol /6.022*1023 átomos * 112,4 g/mol (peso atómico del Cadmio) = 9.33*10-19 g de Cadmio

Para mayor facilidad, multiplicamos ambos por 1*1018
- 1,63 g de Oro + 0,933 g de Cadmio = 2,563 g. Formarían en esa proporción una aleación equiatómica de 5000 átomos cada uno.

- 1,2815 g de Oro + 1,2815 g de Cadmio = 2,563 g. Formarían una Aleación 50% en peso de cada uno.

Sin embargo tomando en cuenta la dificultad para medir con precisión el peso correcto de cantidades tan pequeñas hace que las mezclas equimolares sean un reto tecnológico y su precio tiende a seguir siendo muy alto.
- Datos: Q5664555